# SWITCH feat. 倖田來未&Heartsdales/I ONLY WANT TO BE WITH YOU
「SWITCH feat. Koda Kumi & Heartsdales / I ONLY WANT TO BE WITH YOU」（スウィッチ フィーチャリング コウダクミ アンド ハーツデイルズ / アイ オンリー ウォントゥー ビー ウィズ ユー）は、LISAの7枚目のシングル。2004年4月21日にrhythm zoneより発売された。

## 解説
カップリングにダスティ・スプリングフィールドの「二人だけのデート」 (I Only Want to Be with You）のカヴァーが収録されている。また同曲はTDK TV-CF 「カーエレクトロニクス」編と「コミュニケーション」編に起用された。

## 収録曲
1. SWITCH feat. 倖田來未 & Heartsdales
  - 作詞：LISA, Heartsdales / 作曲：LISA & Ryuichiro Yamaki / 編曲：Ryuichiro Yamaki
  - PS2用ゲームソフト『クリムゾンティアーズ』オープニングテーマ
2. I ONLY WANT TO BE WITH YOU
  - 作詞：Mike Hawker / 作曲：Ivor Raymonde / 編曲：Satoshi Hidaka
3. SWITCH feat. 倖田來未 & Heartsdales (radio edit)
4. SWITCH feat. 倖田來未 & Heartsdales (instrumental)
5. I ONLY WANT TO BE WITH YOU (instrumental)